# Crítica (Panamá)
Crítica es un periódico panameño en idioma español, fundado el 10 de diciembre de 1958 por Gilberto Arias Guardia y pertenece al grupo EPASA. Su primer ejemplar se publicó el 10 de diciembre de 1958 de formato berlinés de lunes a viernes y los sábados y domingos (formato que utilizó hasta noviembre de 2014). El diario tiene una tirada promedio de 160 000 ejemplares de lunes a sábados y 250 000 los domingos. 
El diario va dirigido al público en general, considerándose a veces como amarillista por cómo muestra sus titulares.

## Actualidad
En octubre de 2012, el entonces presidente de Panamá Ricardo Martinelli anunció que él junto con su familia adquirieron el grupo EPASA, que publica los diarios Panamá América, Crítica y Día a Día (Panamá). En esa oportunidad evitó confirmar si su patrimonio también incluyen emisoras.
En abril de 2016, abrió su cuenta de Twitter.